# Școală elementară

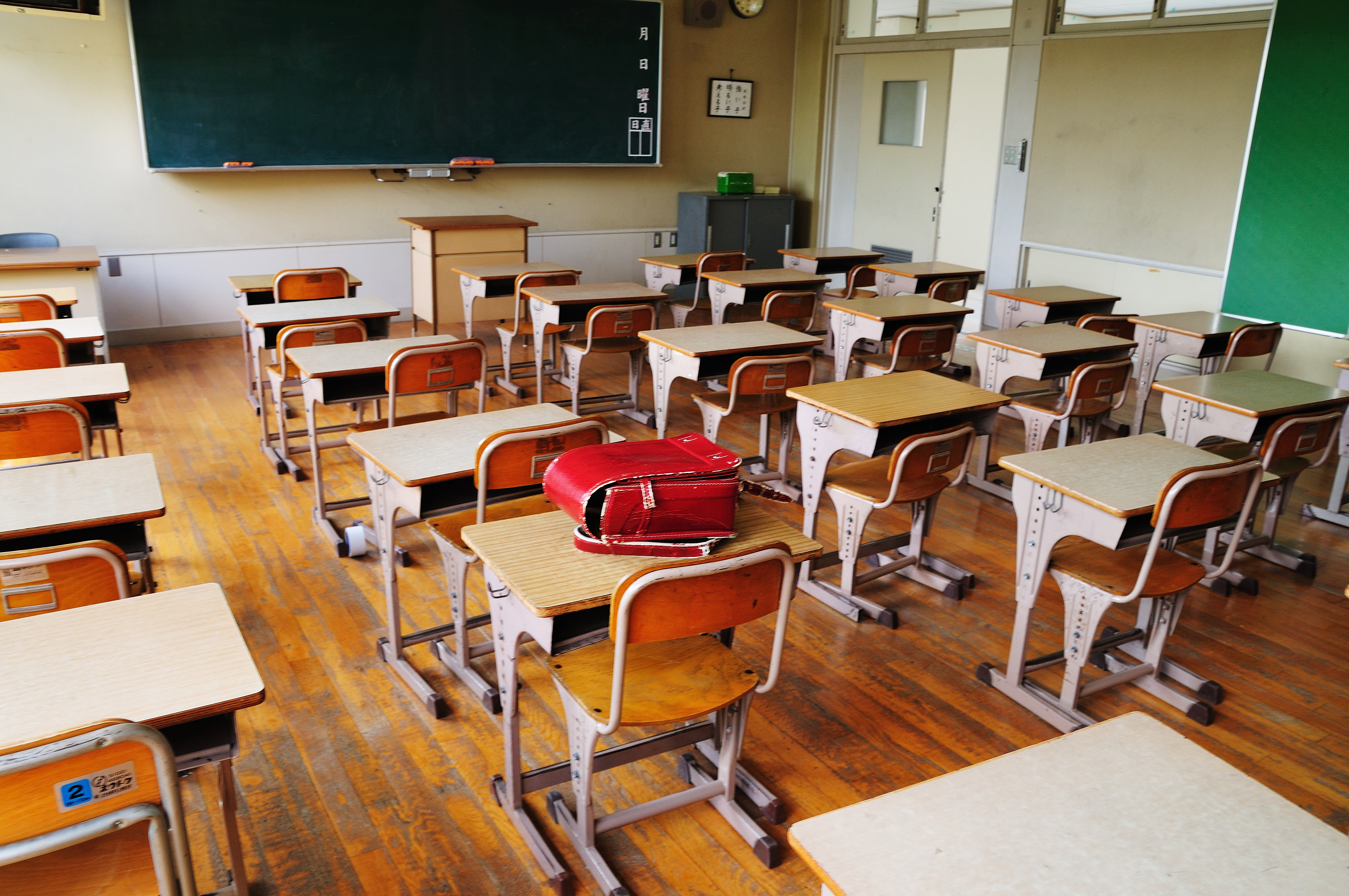
Sală de clasă într-o școală elementară în Japonia.

Școala elementară, școală primară sau învățământul primar este o școală de cultură generală care face parte din învățământul primar obligatoriu. În România, este precedată de învățământul preșcolar și este succedată de școala gimnazială (clasele V - VIII). În România elevii încadrați în ciclul de studii elementare desfășoară activități în conformitate cu structura anului de învățământ în învățământul preuniversitar care este stabilită anual de către Ministerul Educației și Cercetării prin ordin al ministrului.